# Josefine Schlichting
Josefine Schlichting (* 6. März 2003 in Nordhausen) ist eine deutsche Fußballspielerin.

## Werdegang
Schlichting startete ihre Karriere für den SG Wipperdorf/Sollstedt und spielte anschließend für den VfB Friedetal Sollstedt. In dieser Zeit spielte sie in der Thüringen-Auswahl und wurde im Herbst 2015 zum U-15 Sichtungslehrgang des DFB eingeladen. In der Saison 2016/17 wechselte sie aus Sollstedt ins Nachwuchsleistungs-Zentrum des FF USV Jena.
Nachdem Schlichting in 13 Regionalliga-Spielen für den FF USV Jena II zehn Tore erzielte, gab sie am 1. März 2020 nach ihrer Einwechslung in der 65. Minute ihr Bundesliga-Debüt für die erste Mannschaft bei der 0:6-Niederlage gegen den VfL Wolfsburg.

## Leichtathletik
Bis zu ihrem Wechsel nach Jena war Schlichting neben dem Fußball auch im Kugelstoßen für den SV Glückauf Bleicherode aktiv.